# Scott J. Horowitz
Scott Jay „Doc“ Horowitz (* 24. März 1957 in Philadelphia, Pennsylvania) ist ein ehemaliger US-amerikanischer Astronaut. 

## Leben
Horowitz erhielt 1978 einen Bachelor in Luft- und Raumfahrttechnik von der California State University. 1979 erhielt er einen Master und 1982 einen Doktortitel in Luft- und Raumfahrttechnik vom Georgia Institute of Technology.
Ab 1982 arbeitete Horowitz für die Firma Marietta, die zu Lockheed-Georgia gehörte. 1983 erhielt er auf der Williams Air Force Base in Arizona seinen Pilotenschein. Von 1984 bis 1987 flog er als T-38-Pilotenausbilder und forschte am Human Resources Laboratory auf der Williams Air Force Base. Die nächsten zwei Jahre war er als F-15-Kampfpilot auf der Bitburg Air Base in Deutschland stationiert. 1990 kam er auf die Edwards Air Force Base und wurde dort zum Testpiloten ausgebildet.
Daneben unterrichtete er von 1985 bis 1989 als Professor an der Embry-Riddle Aeronautical University. Er gab dort Kurse für Flugzeugdesign sowie für Flugzeug- und Raketenantrieben. 1991 gab er Kurse in Maschinenbau an der California State University.

## Astronautentätigkeit
Horowitz bewarb sich vergeblich für die 13. Astronautengruppe der NASA, wurde aber im März 1992 in die 14. Gruppe als Astronautenanwärter aufgenommen. Nach seiner Ausbildung zum Shuttle-Piloten arbeitete er in der Entwicklungsabteilung der Astronautenbüros am Johnson Space Center in Houston. Er war Mitglied der Unterstützungsmannschaften für Shuttle-Starts und -Landungen am Kennedy Space Center und wurde außerdem auch als Verbindungssprecher (CAPCOM) eingesetzt.

### STS-75
Am 22. Februar 1996 startete Horowitz als Pilot der Raumfähre Columbia zu seiner ersten Mission ins All. Hauptaufgaben der Mission waren das erneute Aussetzen eines Tethered Satellite Systems (TSS) und Experimente mit der United States Microgravity Payload (USMP-3). TSS demonstrierte erfolgreich die Möglichkeiten, mit einem gespannten Kabel Elektrizität zu produzieren. Das TSS-Experiment lieferte wertvolle Ergebnisse, bevor das über 19 km lang ausgefahrene Kabel riss.

### STS-82
Am 11. Februar 1997 flog er als Pilot der Raumfähre Discovery zur zweiten Wartungsmission für das Hubble-Weltraumteleskop.

### STS-101
Am 19. Mai 2000 flog er als Pilot der Raumfähre Atlantis zur Internationalen Raumstation (ISS) und brachte über zwei Tonnen Ausrüstung und Versorgungsgüter mit.

### STS-105
Am 10. August 2001 besuchte er als Kommandant der Discovery erneut die ISS. Mit dem Mehrzweckmodul Leonardo wurde erneut Nachschub zur ISS gebracht. Außerdem wurde die zweite Langzeitbesatzung der ISS durch die dritte abgelöst.

## Nach den Raumflügen
Horowitz arbeitete nach seinem Ausscheiden aus der NASA als Director of Space Transportation and Exploration für Thiokol in Utah. Im September 2005 kehrte er zur US-Raumfahrtbehörde zurück und übernahm im Hauptquartier die Leitung des Exploration Systems Mission Directorate. Im Oktober 2007 verließ Horowitz endgültig die NASA.

## Privates
Horowitz und seine Frau Lisa Marie haben drei Kinder.